# Otmar Alt
Otmar Alt es un pintor, dibujante, diseñador y escultor alemán. Nació el año 1940 en Wernigerode.
Comenzó su formación en la « Meisterschule für Kunsthandwerk » de Berlín en 1959. Se trasladó a Hamm en 1976. La « Fondation – Otmar Alt » en el barrio de Norddinker en Hamm fue fundada en 1991 e inaugurada en 1996. Esta fundación está dedicada al apoyo de los pintores, dibujantes y escultores. Otmar Alt recibió el premio « Ehrenring » de Hamm en 2010.
Ha tenido y tiene una presencia importante en la vida cultural de Hamm. Sus esculturas que están presentes por toda la población lo atestiguan. Además, diseñó la biblioteca de Hamm.